# Халид ибн ал Валид
Халид ибн ал Валид (умро око 641) је био арабљански војсковођа.

## Биографија
Халид је као командант десног крила Меканаца решио битку на Ухуду 625. године против Мухамеда. Међутим, четири године касније пристаје уз Мухамеда прихвативши ислам. После порза код Муте, Хајдар је успео да потучену војску врати у Медину. Мухамед му је због тога подарио титулу „мач божији“. Учествовао је у исламизацији Арабије наневши пораз Масламу код Акрабе 632. године. Следеће године је заузео Хиру чиме је све поречје Еуфрата пало у муслиманске руке. Византинце је потукао под Дамаском и заузео град након вишемесечне опсаде. Знатно је допринео великој победи Арабљана над Византинцима у бици на Јармуку у којој је учествовао на челу коњице. 
Његов син је Абд ел Рахман ибн Халид.